# 金子啓
金子 啓（かねこ あきら、1977年10月5日 - ）は、日本の実業家。株式会社マネジメントソリューションズ取締役。東京都出身。

## 人物・来歴
FFCシステムズに入社後、2007年にマネジメントソリューションズに参画し、小売流通、金融系の大規模プロジェクトにおけるPMOとして様々なプロジェクトのマネジメント支援、新規顧客の開拓を推進。
2014年11月に同社執行役員に就任。
2018年11月より同社の中華人民共和国上海拠点、麦嵩隆管理咨詢有限公司の董事に就任。その後、同社PM事業部門、PROEVER事業部門、人財部門、営業部門を担当。
2023年1月より取締役に就任。